# Clara de Buen Richkarday
Clara de Buen Richkarday (México, D. F., 1954) es una arquitecta mexicana. Junto a sus socios Aurelio Nuño y Carlos Mac Gregor han recibido a lo largo del tiempo, sin número de reconocimientos, entre los que destacan la Medalla de Plata de la Sexta Bienal de Arquitectura Interarch 91 en Bulgaria, el Premio especial de la Ciudad de Frankfurt por las estaciones de Metro de la línea A de la Ciudad de México, así como el premio “Antonio Attolini Lack” otorgado por su trayectoria en el 2009, por la Universidad Anáhuac campus México Sur.

## Primeros años

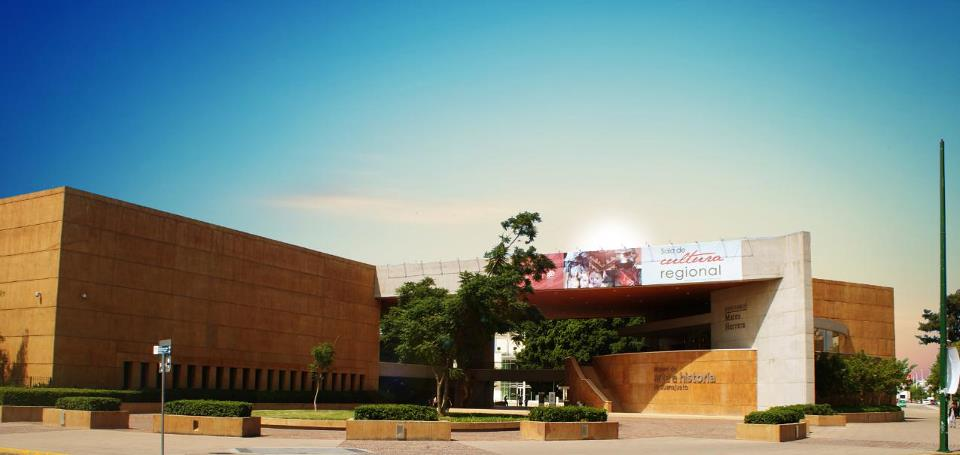
Teatro del Forum Cultural de Guanajuato

De Buen estudió en la Facultad de Arquitectura y Urbanismo de la Universidad Iberoamericana. Desde 1984, desarrolla actividades académicas y profesionales con Aurelio Nuño Morales, Carlos Mac Gregor Ancinola, y Francis Sáenz, en su oficina de arquitectura Despacho Nuño, Mac Gregor y de Buen Arquitectos S. C..
Siendo su padre un ingeniero civil especializado en cálculo, en algún momento de su vida pensó en dedicarse a las matemáticas, inclinación que cambió para hacerse arquitecta, estudiando en la Universidad Iberoamericana. En esa escuela, su vocación se consolidó ante los retos del dibujo, su afán por ver las cosas construidas, pero más que nada debido la expectación propia del proceso creativo inherente a la arquitectura.
Además de su papá, a lo largo de su carrera ha tenido mentores caracterizados por haber sido parte del devenir actual de la arquitectura mexicana, estando entre ellos Francisco Serrano y Carlos Mijares, en cuyos despachos trabajó. Amén de estos profesionales, Clara De Buen considera como trascendentales para sí y para la arquitectura, tanto a Teodoro González de León por su consistencia teórica, como a Ricardo Legorreta. Sin embargo también cree que las influencias se dan y obtienen en el día a día, en la práctica cotidiana, siendo todo cuestión de identificarlas y aprovecharlas.

## Trayectoria
La sociedad con los arquitectos Carlos Mac Gregor y Aurelio Nuño, inició formalmente en 1984, conformándose un despacho que ha sabido afrontar nuevos retos en donde no hay proyectos pequeños y por lo tanto aceptando todo tipo de trabajo, lo que ha hecho que tengan una práctica tanto variada como interesante. Sin embargo, al trabajar desarrollando muchas propuestas de infraestructura y teniendo una visión particular del entorno urbano, se consideran a sí mismos, como “tejedores de ciudad”. Junto con sus socios la arquitecta De Buen tiene la política de escuchar a sus clientes y por sobre todo entenderlos, incluso más allá de lo perceptible, su objetivo no es, ni ha sido, ser nota periodística y mucho menos hacer las cosas por moda.

## Obras
- Museo de Forum Cultural, Guanajuato, León, 2004–2009
- Casa Hogar de la tercera edad de la Asociación de Ayuda Social de la Comunidad Alemana, con Mac Gregor & Nuño, 1998–2002
- Colegio Alemán Alexander Von Humboldt-Plantel Norte, Lomas Verdes, 1988–1990, con Mac Gregor & Nuño
- Edificio IBM, Santa Fe, 1995–1997, con Mac Gregor & Nuño
- Estaciones Metro línea B, 1994–1997, con Mac Gregor & Nuño
- Estaciones del Metro línea A, 1986–1991, con Mac Gregor & Nuño
- Biblioteca de la Facultad de Medicina de la Universidad Nacional Autónoma de México, con Mac Gregor & Nuño, 2005–2006
- Museo Maya, Chetumal, con Mac Gregor & Nuño
- Teatro de Chetumal, con Mac Gregor & Nuño

## Honores
Ganó la medalla de oro del Academia Internacional de Arquitectura (acrónimo en inglés: IAA) en la VI Bienal de la INTERARCH '91 y el galardón especial de la ciudad de Frankfurt am Main por sus conceptos de diseño de varias estaciones del Metro de la Ciudad de México.